# دوري آيسلندا الممتاز 1928
دوري آيسلندا الممتاز 1928 (بالآيسلندية: Efsta deild karla í knattspyrnu 1928) هو الموسم 17 من  دوري آيسلندا الممتاز. الذي يشرف على تنظيمه اتحاد آيسلندا لكرة القدم، وكان عدد الأندية المشاركة فيه  3، وفاز فيه ناتدبيرنوفيلاغ ريكيافيكور.